# Sampriz
Sampriz es una freguesia portuguesa del concelho de Ponte da Barca, con 6,51 km² de superficie y 407 habitantes (2001). Su densidad de población es de 62,5 hab/km².